# Spreewaldmuseum

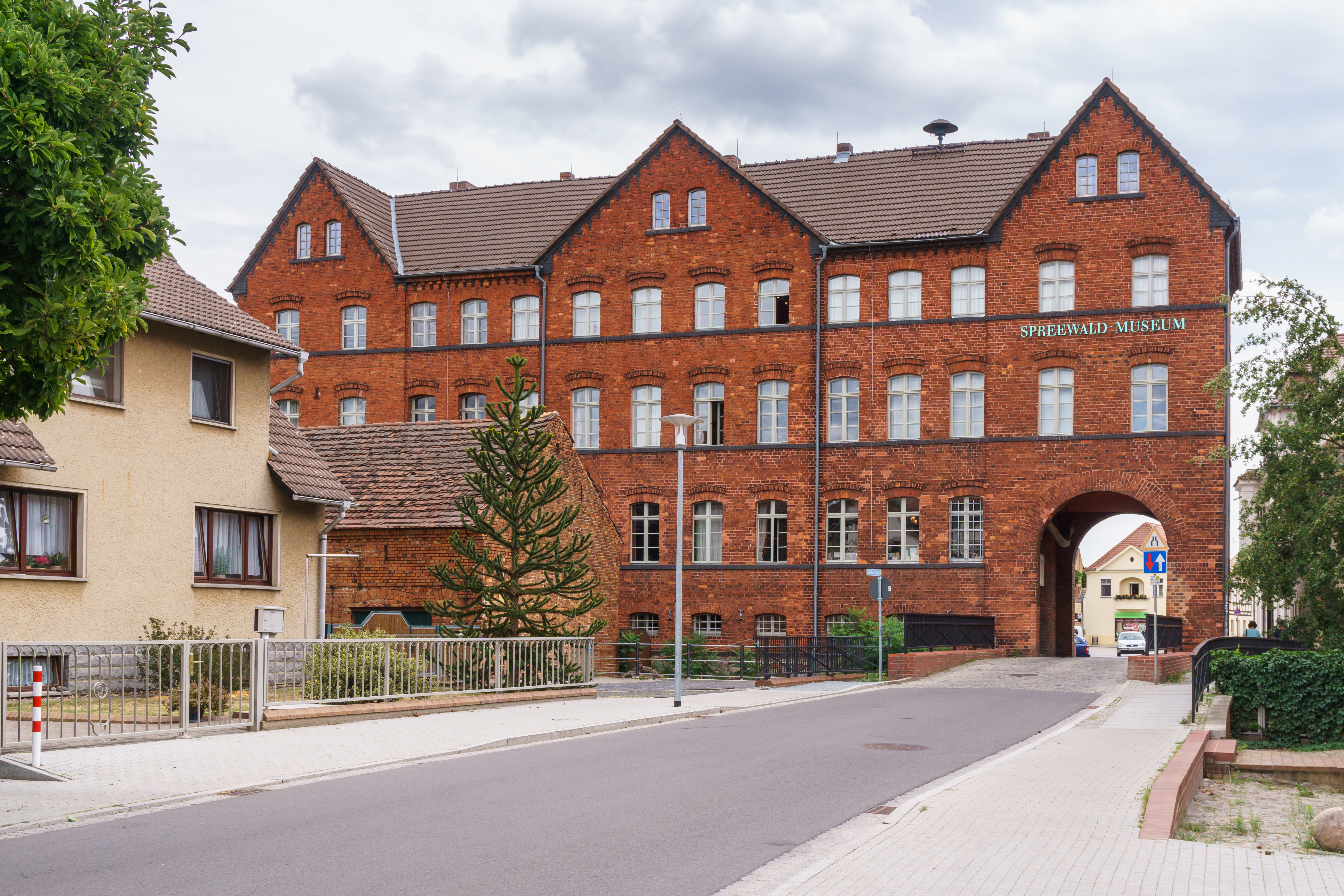
Torhaus mit dem Spreewaldmuseum (2018)

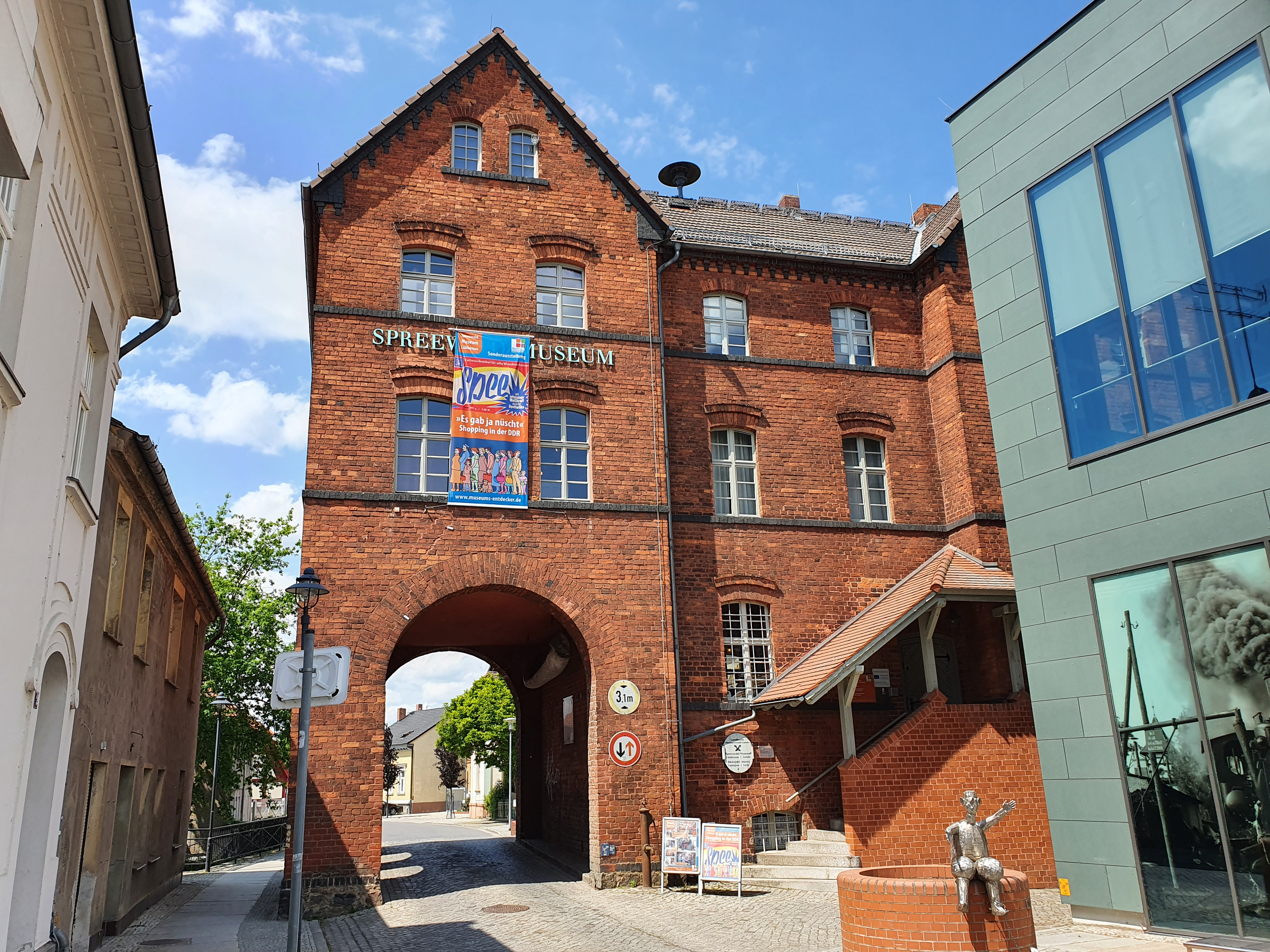
Ostseite des Gebäudes (2023)

Das Spreewaldmuseum Lübbenau (niedersorbisch Błotojski muzej Lubnjow) ist ein Museum in der am Spreewald gelegenen Stadt Lübbenau.
Das Museum befindet sich im sogenannten Torhaus oder Torbogenhaus am Topfmarkt 12 und widmet sich in Ausstellungen der Geschichte der Spreewaldregion. Themen sind die slawische Besiedlung der Gegend, die Gründung der Städte, die Entwicklung der sorbischen Sprache, das mittelalterliche Innungswesen, die Geschichte des Spreewaldtourismus, das Schul- und Kirchenwesen, die Entwicklung in der Zeit der DDR und die regionale Kunst. Zum Museum gehört auch das Freilandmuseum Lehde im Spreewalddorf Lehde.

## Geschichte des Museums
Die Gründung des Museums erfolgte 1899 im Gebäude Kirchplatz 6 in Lübbenau. Zu den Gründern zählte der Heimatforscher Paul Fahlisch, der später auch Direktor des Museums wurde. Ab den 1950er Jahren war das Museum in der Alten Kanzlei im Schloss Lübbenau untergebracht. Die Bestände des in den 1930er Jahren gegründeten Schlossmuseums der Familie von Lynar kamen zum Spreewaldmuseum hinzu. 1952 zählte das so vergrößerte Spreewaldmuseum bereits 10.000 Besucher. 1957 wurde das Freilichtmuseum in Lehde auf Initiative des seit 1956 als Museumsdirektor tätigen Gerhard Krüger eröffnet. Krüger blieb bis 1987 Museumsdirektor. Am 16. Januar 1998 wurde der Museumsverein Rubisko gegründet, der sich als Nachfolger eines schon von Paul Fahlisch gegründeten Museumsvereins versteht. Seit 1999 befindet sich das Spreewaldmuseum am heutigen Standort im Torhaus.

## Gebäude
Das Torhaus entstand 1850 als dreigeschossiger Backsteinbau am Westende der Altstadt. Auch heute noch ist der im Gebäude befindliche Torbogen der einzige westliche Zugang zur Altstadt Lübbenaus. Bis 1843 hatte sich an der Stelle noch ein innerstädtischer Fließ befunden, wie er damals für Lübbenau typisch war und heute noch den Spreewald ausmacht. Zunächst wurde das Gebäude als Rathaus genutzt. Ab 1910 befand sich dann das Königliche Amtsgericht Lübbenau im Gebäude. Es wurde auch als Gefängnis genutzt. Seit 1999 beherbergt es das Museum.
Im Torbogen hängt der linke Unterkieferknochen eines Grönlandwals. Der Knochen stammt aus dem 18. Jahrhundert und ist ein Geschenk des Hamburger Kaufmanns Morzan-Schimkönig an seine Geburtsstadt Lübbenau.